# Karol Appel
Karol Ludwik Appel (ur. 6 grudnia 1857 w Paryżu, zm. 16 marca 1930 w Warszawie) – językoznawca polski, profesor Uniwersytetu Warszawskiego.

## Życiorys
Pochodził z rodziny polskiego emigranta osiadłego we Francji. Ukończył gimnazjum w Piotrkowie Trybunalskim (1876). Od 1880 przez kilkadziesiąt lat uczył języka francuskiego w V Gimnazjum w Warszawie; w latach 1906–1915 był wykładowcą literaturoznawstwa i językoznawstwa, języka francuskiego i literatury francuskiej na Wydziale Humanistycznym Towarzystwie Kursów Naukowych w Warszawie. Po ewakuacji gimnazjum przez władze rosyjskie (1915) następne pięć lat spędził w Rosji; uczył w Polskim Kolegium Uniwersyteckim w Kijowie. W 1920 powrócił do Warszawy i związał się z Uniwersytetem Warszawskim; został profesorem zwyczajnym, wykładowcą językoznawstwa ogólnego, kierownikiem Katedry Językoznawstwa Ogólnego i dyrektorem Seminarium Lingwistycznego. W 1926 obronił doktorat na UW, a w 1929 otrzymał tytuł profesora honorowego. Prowadził wykłady do końca życia, mimo utraty wzroku w ostatnich latach.
W 1907 należał do grona członków założycieli Towarzystwa Naukowego Warszawskiego, a od 1919 był członkiem PAU.

## Prace naukowe
W pracy naukowej zajmował się językoznawstwem ogólnym, gramatyką historyczną, dialektologią i bibliografią. Prowadził badania nad genezą i rozwojem mowy, a także zjawiskiem wymiany kontynuacji mocnych i słabych półsamogłosek prasłowiańskich. Analizował akcentologię polską, badał dorobek polskiego językoznawstwa. Zajmował się problematyką dydaktyki języków obcych. Ogłosił m.in.:
- O gwarach ludowych języka polskiego (1879)
- O narzeczu białoruskiem (1880)[2]
- Przegląd bibliograficzny prac naukowych o języku polskim (1885, z Adamem Antonim Kryńskim)
- Język francuski. Podręcznik dla samouków (1889)
- Psychologja mowy (1899)[3]
- O mowie dziecka: urywek z wykładów wygłoszonych w 1906/7 r. a. na "Kursach naukowych" T. K. N. w Warszawie, Warszawa 1907
- Język i społeczeństwo. Lingwistyka i socjologia (1908)[4]
- Język i sztuka. Lingwistyka i sztuka (1910)
- Stanowisko językoznawstwa pośród innych nauk (1913)
- Filologia, jej zakres i zadania (1915)[5]